# Ludwig Landerer
Ludwig Landerer, beceneve Wiggerl (Penzberg, 1937. május 31. –) német labdarúgó.

## Pályafutása
Pályafutását az FC Penzberg junior csapatában kezdte. 1954-ben az FC Bayern München játékosa lett. Az FC Bayern Münchenben 1960-ig játszott. Pályára lépett az 1957-es német kupa döntőjében, melyet 1-0-ra megnyert csapatával. 1960-tól 1962-ig a TSG Ulm játékosa. 1962-ben az Eintracht Frankfurtba igazol, ahol 1966-ig futballozik. 1963-ban csapatával a Bundesliga egyik alapítója. Az 1966–1967-es szezonban az FSV Frankfurt csapatában játszik. Az 1967–1968-as szezonban az ESV München amatőrcsapat játékosa és edzője. A labdarúgástól 1968-ban vonult vissza.

## Sikerei, díjai
Bayern München
- Nyugatnémet kupa (DFB Pokal)
  - győztes: 1957